# Kheïri Oued Adjoul
Kheïri Oued Adjoul (em árabe: خيري وادي عجول) é uma cidade e comuna localizada na província de Jijel, Argélia. Segundo o censo de 2008, a população total da cidade era de 4 582 habitantes.